# Diane Caldwell
Diane Caldwell, née le 11 septembre 1988 à Balbriggan, est une footballeuse Irlandaise. Elle est membre de l’équipe nationale irlandaise depuis 2006. Elle joue actuellement dans le club suisse du FC Zurich et au poste de défenseure.

## Biographie

### Carrière en club
Après avoir joué dans le club de sa ville puis rejoint une des équipes majeures de Dublin, le Raheny United Football Club, Diane Caldwell rejoint rapidement une université américaine. De 2006 à 2009 est joue donc au sein du Pride de Hofstra, l'équipe sportive de son université située sur Long Island dans l'État de New York. En sortant de l'université elle joue dans deux équipes de la côte est des États-Unis, l'Hudson Valley Quickstrike puis les Albany Alleycats qui jouent en Women's Premier Soccer League l'équivalent d'une deuxième division américaine.
En 2011 elle revient en Europe et signe pour la fin de saison chez les islandaises de Þór/KA. Elle y dispute sept matchs et marque un but. En 2012, Caldwell rejoint la Norvège et signe avec le club d'Avaldsnes IL en première division. Elle y reste trois saisons.
En 2016 Caldwell s'engage avec le club allemand du 1. FC Cologne.
À la fin de la saison, elle quitte Cologne pour un autre club allemand qui joue en première division, le SC Sand.

### Carrière internationale
Le premier contact de Diane Caldwell avec l'équipe nationale irlandaise a lieu alors qu'elle n'a que 14 ans. Elle intègre alors l'équipe des moins de 17 ans. Elle n'est alors que collégienne au Mount Temple Comprehensive School. Elle joue son premier match international en Belgique.
En 2006, alors qu'elle n'est âgée que de 17 ans, Caldwell est sélectionnée pour la première fois en équipe nationale sénior. Elle dispute l'Algarve Cup et joue contre le Danemark. Elle est titularisée quelques semaines plus tard lors d'un march qualificatif à la Coupe du monde en Suisse
Caldwell marque un but en sélection lors d'un match de la Cyprus Cup contre l'Irlande du Nord en 2013.
Le 11 octobre 2022, elle fait partie de la sélection irlandaise qui se qualifie pour la première fois de son histoire pour une Coupe du monde. L'Irlande bat l'Écosse 0-1 à Hampden Park. Titulaire, Caldwell joue l'intégralité de la rencontre.
En juin 2023, elle est sélectionnée pour disputer la coupe du monde 2023 en Australie.
Le 13 janvier 2025, Diane Caldwell annonce l'arrêt de sa carrière internationale. Elle compte alors 102 sélections ce qui en fait, au moment de son départ, la huitième joueuse irlandaise la plus capée.